# 奥达勒州
奥达勒（Awdāl）是索馬利亞境內，由分離主義政權索馬利蘭实际控制的一個州，首府博拉马。奥达勒州西南邊接鄰吉布地和衣索比亞兩國，東部和沃戈伊加勒贝德州及萨赫勒州两州相鄰，北濱亞丁灣。奥达勒這個名字則是來自於16世紀時興起的古老帝國。

## 歷史
在戰亂仍頻並時常出現飢荒的非洲之角，奥达勒和其他地區比起來較為富裕，因為索馬利亞的內戰對於此處的影響相對較少，比方居民可以使用先進的網路通訊，以及較為穩定的手機上網服務。此外此處的農業、礦業和工業也足以支稱居民一個較為舒適的居住環境。
1995年之後，穆罕默德·巴雷倒台，索馬利亞開始瓦解。奥达勒州宣稱如果索馬利蘭共和國的獨立受到國際承認，那麼就要推動該州以奥达兰共和国之名獨立。
2009年，奥达勒地区的奥达兰政府宣布加入索马里联邦，成为其下的一个自治区，至2011年索馬利蘭恢復對該地区的控制。
2015年3月28日，几名同情苏丹阿比卡尔·瓦贝里的民兵向索马里兰奥达尔地区政府投降。